# أولاد ناصر (المغرب)
أولاد ناصر هي قرية مغربية شمال المملكة. تنتمي أولاد ناصر لإقليم الفقيه بنصالح جهة بني ملال خنيفرة. تضمت هذه القرية 26.527 نسمة (إحصاء 2004).